# 大奧利馬爾河

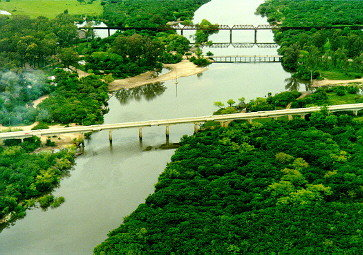
大奧利馬爾河

大奧利馬爾河（西班牙語：Río Olimar）是烏拉圭的河流，河道全長140公里，流域面積5,320平方公里，發源自聖克拉拉德奧利馬爾附近，最終注入塞沃亞蒂河，河畔城鎮有三十三人城。

## 外部連結
- GEOnet Names Server （页面存档备份，存于）

33°16′49″S 53°52′04″W / 33.28028°S 53.86778°W